# Scheloribates parvus
Scheloribates parvus är en kvalsterart som beskrevs av Pletzen 1963. Scheloribates parvus ingår i släktet Scheloribates och familjen Scheloribatidae.

## Underarter
Arten delas in i följande underarter:
- S. p. parvus
- S. p. conglobatus